# زددیانی
زددیانی (به ایتالیایی: Zeddiani) یک کومونه در ایتالیا است که در استان اریستانو واقع شده‌است.

## خصوصیات
زددیانی ۱۱٫۹ کیلومترمربع مساحت و ۱٬۱۵۴ نفر جمعیت دارد.